# Liga de Naciones de Voleibol Masculino de 2022
La Liga de Naciones de Voleibol de 2022 fue la cuarta edición del torneo anual más importante de selecciones nacionales de voleibol, el evento es organizado por la Federación Internacional de Voleibol (FIVB) y cuenta con 16 equipos. El evento tuvo lugar  del 7 de junio al 24 de julio y la ronda final se disputó en Bologna, Italia.

## Equipos participantes
16 equipos calificaron para la competencia. 11 de ellos calificaron como equipos principales que no descienden. Otros 5 equipos fueron seleccionados como equipos invitados que podrían ser relegados del torneo.
Para esta edición, regresa China como reemplazante de Rusia debido a las sanciones impuestas en consecuencia a la guerra en Ucrania.
|                     | AVC             | CEV                                          | NORCECA        | CSV              |
| ------------------- | --------------- | -------------------------------------------- | -------------- | ---------------- |
| Equipos principales | Japón Irán      | Alemania Francia Italia Polonia Rusia Serbia | Estados Unidos | Argentina Brasil |
| Equipos desafiantes | Australia China | Bulgaria Países Bajos Eslovenia              | Canadá         |                  |

### Participaciones
| País           | Confederación | Designación       | Apariciones previas | Apariciones previas | Apariciones previas | Mejor resultado         |
| País           | Confederación | Designación       | Total               | Primera             | Última              | Mejor resultado         |
| -------------- | ------------- | ----------------- | ------------------- | ------------------- | ------------------- | ----------------------- |
| Argentina      | CSV           | Equipo Principal  | 3                   | 2018                | 2021                | 7.º lugar (2019)        |
| Australia      | AVC           | Equipo Desafiante | 3                   | 2018                | 2021                | 13.º lugar (2018, 2019) |
| Brasil         | CSV           | Equipo Principal  | 3                   | 2018                | 2021                | Campeones (2021)        |
| Bulgaria       | CEV           | Equipo Desafiante | 3                   | 2018                | 2021                | 11.º lugar (2018)       |
| Canadá         | NORCECA       | Equipo Desafiante | 3                   | 2018                | 2021                | 7.º lugar (2018)        |
| China          | AVC           | Equipo Desafiante | 2                   | 2018                | 2019                | 15.º lugar (2018)       |
| Francia        | CEV           | Equipo Principal  | 3                   | 2018                | 2021                | Finalistas (2018)       |
| Alemania       | CEV           | Equipo Principal  | 3                   | 2018                | 2021                | 9.º lugar (2018)        |
| Irán           | AVC           | Equipo Principal  | 3                   | 2018                | 2021                | 5.º lugar (2019)        |
| Italia         | CEV           | Equipo Principal  | 3                   | 2018                | 2021                | 8.º lugar (2018,2019)   |
| Japón          | AVC           | Equipo Principal  | 3                   | 2018                | 2021                | 10.º lugar (2019)       |
| Países Bajos   | CEV           | Equipo Desafiante | 1                   | 2021                | 2021                | 15.º lugar (2021)       |
| Polonia        | CEV           | Equipo Principal  | 3                   | 2018                | 2021                | Finalistas (2021)       |
| Rusia          | CEV           | Equipo Principal  | 2                   | 2018                | 2019                | Campeones (2018,2019)   |
| Serbia         | CEV           | Equipo Principal  | 3                   | 2018                | 2021                | 5.º lugar (2018)        |
| Eslovenia      | CEV           | Equipo Desafiante | 1                   | 2021                | 2021                | 4.º lugar (2021)        |
| Estados Unidos | NORCECA       | Equipo Principal  | 3                   | 2018                | 2021                | Finalistas (2019)       |

## Sistema de competición[3]

### Ronda Preliminar
Los 16 equipos se dividirán en dos bombos de 8 equipos. Cada semana, los equipos deberán jugar 4 partidos contra rivales de sus bombos, en un total de 3 semanas. Ocho equipos de la tabla general clasifican a la ronda final, siendo uno de ellos el anfitrión de la fase final Italia. El último equipo desafiante de la tabla general desciende a la Copa Challenger 2022.

### Ronda final
Los siete mejores clasificados de la tabla general junto a Italia se enfrentaran en una serie de llaves a partir de cuartos de final. Para asignar los enfrentamientos, el primero de la tabla jugará contra el octavo, el 2.º contra el 7.º, el 3.º contra el 6.º y el 4.º contra el 5.º.
En caso de que Italia clasifica entre los 8 primeros de la tabla, se le asignará la 1.º cabeza de serie. De lo contrario, se le asignará la 8.º.

## Formato del torneo[5]
| Semana 1                                                                | Semana 1                                                         | Semana 2                                                             | Semana 2                                                            | Semana 3                                                                | Semana 3                                                         |
| Grupo 1 Brasilia                                                        | Grupo 2 Ottawa                                                   | Grupo 3 Quezon City, Filipinas                                       | Grupo 4 Sofía                                                       | Grupo 5 Osaka                                                           | Grupo 6 Gdansk                                                   |
| ----------------------------------------------------------------------- | ---------------------------------------------------------------- | -------------------------------------------------------------------- | ------------------------------------------------------------------- | ----------------------------------------------------------------------- | ---------------------------------------------------------------- |
| Brasil Japón China Irán Estados Unidos Países Bajos Eslovenia Australia | Canadá Argentina Polonia Italia Francia Alemania Serbia Bulgaria | Japón Argentina Francia Italia China Alemania Eslovenia Países Bajos | Bulgaria Serbia Brasil Canadá Polonia Irán Estados Unidos Australia | Japón Argentina Brasil Canadá Francia Alemania Estados Unidos Australia | Polonia China Italia Irán Eslovenia Países Bajos Serbia Bulgaria |

## Ronda preliminar

### Posiciones
| Posición | Equipo         | Partidos | Partidos | Partidos | Pts | Sets | Sets | Sets  | Puntos | Puntos | Puntos |
| Posición | Equipo         | PJ       | PG       | PP       | Pts | SG   | SP   | Ratio | PG     | PP     | Ratio  |
| -------- | -------------- | -------- | -------- | -------- | --- | ---- | ---- | ----- | ------ | ------ | ------ |
| 1.º      | Italia         | 12       | 10       | 2        | 31  | 32   | 9    | 3.556 | 986    | 872    | 1.131  |
| 2.º      | Polonia        | 12       | 10       | 2        | 31  | 33   | 10   | 3.300 | 1031   | 898    | 1.148  |
| 3.º      | Estados Unidos | 12       | 10       | 2        | 27  | 31   | 16   | 1.938 | 1102   | 975    | 1.130  |
| 4.º      | Francia        | 12       | 9        | 3        | 28  | 31   | 11   | 2.818 | 994    | 826    | 1.203  |
| 5.º      | Japón          | 17       | 9        | 3        | 27  | 29   | 18   | 1.611 | 1092   | 997    | 1.095  |
| 6.º      | Brasil         | 12       | 8        | 4        | 24  | 26   | 14   | 1.857 | 960    | 881    | 1.090  |
| 7.º      | Irán           | 12       | 7        | 5        | 22  | 20   | 19   | 1.158 | 961    | 923    | 1.041  |
| 8.º      | Países Bajos   | 12       | 6        | 6        | 17  | 20   | 21   | 0.952 | 915    | 932    | 0.982  |
| 9.º      | Argentina      | 12       | 5        | 7        | 18  | 24   | 26   | 0.923 | 1110   | 1117   | 0.994  |
| 10.º     | Eslovenia      | 12       | 5        | 7        | 15  | 18   | 24   | 0.750 | 917    | 963    | 0.952  |
| 11.º     | Serbia         | 12       | 5        | 7        | 14  | 19   | 27   | 0.704 | 1010   | 1043   | 0.968  |
| 12.º     | Alemania       | 12       | 4        | 8        | 10  | 18   | 29   | 0.621 | 969    | 1103   | 0.879  |
| 13.º     | China          | 12       | 3        | 9        | 9   | 14   | 28   | 0.500 | 840    | 951    | 0.883  |
| 14.º     | Bulgaria       | 12       | 2        | 10       | 9   | 16   | 31   | 0.516 | 990    | 1087   | 0.911  |
| 15.º     | Canadá         | 12       | 2        | 10       | 6   | 10   | 33   | 0.303 | 887    | 1022   | 0.868  |
| 16.º     | Australia      | 12       | 1        | 11       | 2   | 8    | 35   | 0.229 | 858    | 1032   | 0.831  |

     Clasificados a la ronda final      Clasificado como anfitrión      Relegado a la Challenger Cup

Actualizado al 10-07-2022. Fuente: VNL

### Resultados

#### Semana 1
- Del 7 al 12 de junio

Grupo 1
- Sede:  Arena BRB Nilson Nelson
- Todos los horarios corresponden a la hora de Brasília, Brasil ( UTC-03:00 )

| Fecha       | Hora  | Equipo 1       | Sets  | Equipo 2       | Set 1 | Set 2 | Set 3 | Set 4 | Set 5 | Total  |
| ----------- | ----- | -------------- | ----- | -------------- | ----- | ----- | ----- | ----- | ----- | ------ |
| 7 de junio  | 18:00 | China          | 1 : 3 | Irán           | 15-25 | 25-19 | 22-25 | 15-25 | -     | 77–94  |
| 7 de junio  | 21:00 | Eslovenia      | 0 : 3 | Estados Unidos | 19-25 | 19-25 | 14-25 | -     | -     | 52–75  |
| 8 de junio  | 18:00 | Japón          | 3 : 1 | Países Bajos   | 22-25 | 26-24 | 25-22 | 25-17 | -     | 98–88  |
| 8 de junio  | 21:00 | Brasil         | 3 : 0 | Australia      | 25-14 | 25-18 | 25-21 | -     | -     | 75–53  |
| 9 de junio  | 15:00 | Japón          | 3 : 1 | China          | 21-25 | 25-19 | 25-19 | 25-18 | -     | 96–81  |
| 9 de junio  | 18:00 | Países Bajos   | 0 : 3 | Estados Unidos | 12-25 | 18-25 | 16-25 | -     | -     | 46–75  |
| 9 de junio  | 21:00 | Brasil         | 3 : 1 | Eslovenia      | 25-21 | 21-25 | 25-20 | 25-16 | -     | 96–82  |
| 10 de junio | 15:00 | Países Bajos   | 3 : 0 | Irán           | 26-24 | 25-21 | 25-21 | -     | -     | 76–66  |
| 10 de junio | 18:00 | Japón          | 2 : 3 | Estados Unidos | 25-17 | 15-25 | 21-25 | 28-26 | 9-15  | 98–108 |
| 10 de junio | 21:00 | Australia      | 0 : 3 | Eslovenia      | 22-25 | 20-25 | 21-25 | -     | -     | 63–75  |
| 11 de junio | 15:00 | Estados Unidos | 3 : 1 | Brasil         | 21-25 | 27-25 | 25-20 | 25-20 | -     | 98–70  |
| 11 de junio | 18:00 | Eslovenia      | 3 : 1 | China          | 25-15 | 25-20 | 18-25 | 27-25 | -     | 95–85  |
| 11 de junio | 21:00 | Irán           | 3 : 1 | Australia      | 25-14 | 25-22 | 18-25 | 25-15 | -     | 93–76  |
| 12 de junio | 10:00 | Brasil         | 0 : 3 | China          | 23-25 | 29-31 | 23-25 | -     | -     | 75–81  |
| 12 de junio | 13:00 | Irán           | 0 : 3 | Japón          | 20-25 | 14-25 | 19-25 | -     | -     | 53–75  |
| 12 de junio | 16:00 | Países Bajos   | 3 : 0 | Australia      | 25-20 | 25-15 | 25-23 | -     | -     | 75–58  |

Grupo 2
- Sede:  TD Place Arena
- Todos los horarios corresponden a la hora de Ottawa, Canadá ( UTC-04:00 )

| Fecha       | Hora  | Equipo 1  | Sets  | Equipo 2  | Set 1 | Set 2 | Set 3 | Set 4 | Set 5 | Total   |
| ----------- | ----- | --------- | ----- | --------- | ----- | ----- | ----- | ----- | ----- | ------- |
| 7 de junio  | 16:30 | Bulgaria  | 1 : 3 | Serbia    | 25-19 | 19-25 | 22-25 | 20-25 | -     | 86–94   |
| 7 de junio  | 19:30 | Canadá    | 0 : 3 | Alemania  | 19-25 | 20-25 | 28-30 | -     | -     | 67–80   |
| 8 de junio  | 16:30 | Polonia   | 3 : 0 | Argentina | 25-21 | 25-22 | 25-23 | -     | -     | 75–66   |
| 8 de junio  | 19:30 | Francia   | 3 : 0 | Italia    | 25-22 | 26-24 | 25-19 | -     | -     | 76–65   |
| 9 de junio  | 11:00 | Alemania  | 1 : 3 | Argentina | 25-18 | 22-25 | 17-25 | 20-25 | -     | 84–93   |
| 9 de junio  | 16:30 | Serbia    | 1 : 3 | Francia   | 25-21 | 22-25 | 23-25 | 23-25 | -     | 93–96   |
| 9 de junio  | 19:30 | Polonia   | 1 : 3 | Italia    | 25-21 | 23-25 | 20-25 | 20-25 | -     | 88–96   |
| 10 de junio | 11:00 | Serbia    | 3 : 2 | Argentina | 25-16 | 25-18 | 17-25 | 12-25 | 15-6  | 94–90   |
| 10 de junio | 16:30 | Bulgaria  | 2 : 3 | Alemania  | 20-25 | 25-22 | 16-25 | 25-20 | 10-15 | 96–107  |
| 10 de junio | 19:30 | Francia   | 3 : 0 | Canadá    | 25-16 | 25-23 | 25-21 | -     | -     | 75–60   |
| 11 de junio | 13:00 | Alemania  | 3 : 2 | Serbia    | 27-25 | 25-27 | 18-25 | 28-26 | 18-16 | 116–119 |
| 11 de junio | 16:00 | Bulgaria  | 0 : 3 | Polonia   | 19-25 | 19-25 | 23-25 | -     | -     | 61–75   |
| 11 de junio | 19:00 | Canadá    | 0 : 3 | Italia    | 21-25 | 18-25 | 19-25 | -     | -     | 58–75   |
| 12 de junio | 11:00 | Francia   | 1 : 3 | Polonia   | 25-21 | 22-25 | 21-25 | 22-25 | -     | 90–96   |
| 12 de junio | 14:00 | Argentina | 1 : 3 | Italia    | 20-25 | 21-25 | 25-16 | 28-30 | -     | 94–96   |
| 12 de junio | 17:00 | Bulgaria  | 2 : 3 | Canadá    | 18-25 | 18-25 | 26-24 | 25-21 | 11-15 | 98–110  |

#### Semana 2
- Del 21 al 26 de junio

Grupo 3
- Sede:  Smart Araneta Coliseum
- Todos los horarios corresponden a la hora de Quezon City, Filipinas ( UTC+08:00 )

| Fecha       | Hora  | Equipo 1  | Sets  | Equipo 2     | Set 1 | Set 2 | Set 3 | Set 4 | Set 5 | Total   |
| ----------- | ----- | --------- | ----- | ------------ | ----- | ----- | ----- | ----- | ----- | ------- |
| 21 de junio | 15:00 | Eslovenia | 0 : 3 | Países Bajos | 17-25 | 21-25 | 24-26 | -     | -     | 62–76   |
| 21 de junio | 19:00 | Argentina | 1 : 3 | Japón        | 25-27 | 18-25 | 25-17 | 16-25 | -     | 84–94   |
| 22 de junio | 15:00 | China     | 0 : 3 | Francia      | 0-25  | 0-25  | 0-25  | -     | -     | 0–75    |
| 22 de junio | 19:00 | Alemania  | 0 : 3 | Italia       | 16-25 | 21-25 | 22-25 | -     | -     | 59–75   |
| 23 de junio | 11:00 | Francia   | 3 : 0 | Países Bajos | 25-14 | 25-23 | 25-13 | -     | -     | 75–50   |
| 23 de junio | 15:00 | China     | 3 : 0 | Alemania     | 25-0  | 25-0  | 25-0  | -     | -     | 75–0    |
| 23 de junio | 19:00 | Argentina | 1 : 3 | Eslovenia    | 20-25 | 29-27 | 18-25 | 17-25 | -     | 84–102  |
| 24 de junio | 11:00 | Alemania  | 1 : 3 | Países Bajos | 25-22 | 29-31 | 23-25 | 16-25 | -     | 93–103  |
| 24 de junio | 15:00 | Argentina | 3 : 1 | China        | 25-22 | 22-25 | 25-22 | 25-22 | -     | 97–91   |
| 24 de junio | 19:00 | Japón     | 3 : 2 | Italia       | 25-20 | 21-25 | 24-26 | 25-19 | 15-13 | 110–103 |
| 25 de junio | 11:00 | Argentina | 2 : 3 | Países Bajos | 25-22 | 23-25 | 25-20 | 19-25 | 13-15 | 105–107 |
| 25 de junio | 15:00 | Japón     | 0 : 3 | Francia      | 22-25 | 25-27 | 16-25 | -     | -     | 63–77   |
| 25 de junio | 19:00 | Italia    | 3 : 0 | Eslovenia    | 25-19 | 25-16 | 25-21 | -     | -     | 75–56   |
| 26 de junio | 11:00 | Alemania  | 1 : 3 | Francia      | 16-25 | 19-25 | 25-19 | 21-25 | -     | 81–94   |
| 26 de junio | 15:00 | Japón     | 3 : 1 | Eslovenia    | 25-21 | 22-25 | 25-18 | 25-19 | -     | 97–83   |
| 26 de junio | 19:00 | Italia    | 3 : 0 | China        | 25-21 | 25-18 | 25-19 | -     | -     | 75–58   |

Grupo 4
- Sede:  Arena Armeec
- Todos los horarios corresponden a la hora de Sofia, Bulgaria ( UTC+03:00 )

| Fecha       | Hora  | Equipo 1       | Sets  | Equipo 2       | Set 1 | Set 2 | Set 3 | Set 4 | Set 5 | Total   |
| ----------- | ----- | -------------- | ----- | -------------- | ----- | ----- | ----- | ----- | ----- | ------- |
| 21 de junio | 17:00 | Australia      | 1 : 3 | Canadá         | 25-18 | 26-28 | 19-25 | 22-25 | -     | 92–96   |
| 21 de junio | 20:0  | Irán           | 0 : 3 | Bulgaria       | 19-25 | 23-25 | 24-26 | -     | -     | 66–76   |
| 22 de junio | 17:00 | Brasil         | 1 : 3 | Polonia        | 16-25 | 25-22 | 16-25 | 22-25 | -     | 79–97   |
| 22 de junio | 20:00 | Serbia         | 1 : 3 | Estados Unidos | 24-26 | 25-23 | 23-25 | 20-25 | -     | 92–99   |
| 23 de junio | 13:30 | Polonia        | 3 : 0 | Canadá         | 25-16 | 25-18 | 25-16 | -     | -     | 75–50   |
| 23 de junio | 16:30 | Serbia         | 0 : 3 | Brasil         | 18-25 | 24-26 | 17-25 | -     | -     | 59–76   |
| 23 de junio | 20:00 | Estados Unidos | 0 : 3 | Irán           | 18-25 | 27-29 | 25-27 | -     | -     | 70–81   |
| 24 de junio | 13:30 | Serbia         | 3 : 2 | Canadá         | 20-25 | 19-25 | 25-20 | 26-24 | 15-11 | 105–105 |
| 24 de junio | 16:30 | Irán           | 0 : 3 | Brasil         | 28-30 | 23-25 | 19-25 | -     | -     | 70–80   |
| 24 de junio | 20:00 | Australia      | 3 : 2 | Bulgaria       | 21-25 | 25-13 | 25-22 | 20-25 | 17-15 | 108–100 |
| 25 de junio | 13:30 | Canadá         | 0 : 3 | Irán           | 21-25 | 25-27 | 18-25 | -     | -     | 64–77   |
| 25 de junio | 16:30 | Polonia        | 3 : 0 | Australia      | 25-17 | 25-19 | 25-14 | -     | -     | 75–50   |
| 25 de junio | 20:00 | Estados Unidos | 3 : 1 | Bulgaria       | 25-12 | 20-25 | 26-24 | 25-23 | -     | 96–84   |
| 26 de junio | 13:30 | Serbia         | 3 : 0 | Australia      | 25-17 | 25-20 | 25-22 | -     | -     | 75–59   |
| 26 de junio | 16:30 | Estados Unidos | 1 : 3 | Polonia        | 25-21 | 23-25 | 24-26 | 22-25 | -     | 94–97   |
| 26 de junio | 20:00 | Bulgaria       | 0 : 3 | Brasil         | 21-25 | 19-25 | 22-25 | -     | -     | 62–75   |

#### Semana 3
- Del 5 al 10 de julio

Grupo 5
- Sede:  Maruzen Intec Arena
- Todos los horarios corresponden a la hora de Osaka, Japón ( UTC+09:00 )

| Fecha       | Hora  | Equipo 1       | Sets  | Equipo 2       | Set 1 | Set 2 | Set 3 | Set 4 | Set 5 | Total   |
| ----------- | ----- | -------------- | ----- | -------------- | ----- | ----- | ----- | ----- | ----- | ------- |
| 5 de julio  | 15:30 | Estados Unidos | 3 : 1 | Alemania       | 25-21 | 25-19 | 22-25 | 25-18 | -     | 97–83   |
| 5 de julio  | 18:00 | Canadá         | 1 : 3 | Argentina      | 21-25 | 25-23 | 21-25 | 23-25 | -     | 90–98   |
| 6 de julio  | 15:40 | Brasil         | 3 : 1 | Alemania       | 25-27 | 25-17 | 25-20 | 25-19 | -     | 100–83  |
| 6 de julio  | 19:10 | Japón          | 3 : 1 | Australia      | 25-18 | 25-15 | 23-25 | 25-19 | -     | 98–77   |
| 7 de julio  | 12:00 | Francia        | 2 : 3 | Estados Unidos | 25-15 | 22-25 | 25-22 | 14-25 | 8-15  | 94–102  |
| 7 de julio  | 15:00 | Alemania       | 3 : 1 | Australia      | 20-25 | 25-16 | 25-21 | 26-24 | -     | 96–86   |
| 7 de julio  | 18:00 | Canadá         | 0 : 3 | Brasil         | 18-25 | 19-25 | 16-25 | -     | -     | 53–75   |
| 8 de julio  | 12:40 | Argentina      | 3 : 1 | Australia      | 21-25 | 25-23 | 25-19 | 25-15 | -     | 96–82   |
| 8 de julio  | 15:40 | Francia        | 3 : 0 | Brasil         | 25-21 | 25-22 | 25-21 | -     | -     | 75–64   |
| 8 de julio  | 19:10 | Japón          | 3 : 1 | Canadá         | 25-20 | 25-16 | 22-25 | 25-20 | -     | 97–81   |
| 9 de julio  | 12:40 | Francia        | 1 : 3 | Argentina      | 22-25 | 25-23 | 23-25 | 19-25 | -     | 89–98   |
| 9 de julio  | 15:40 | Canadá         | 0 : 3 | Estados Unidos | 19-25 | 15-25 | 19-25 | -     | -     | 53–75   |
| 9 de julio  | 19:10 | Alemania       | 1 : 3 | Japón          | 25-23 | 22-25 | 20-25 | 20-25 | -     | 87–98   |
| 10 de julio | 12:40 | Estados Unidos | 3 : 2 | Argentina      | 29-27 | 22-25 | 20-25 | 25-13 | 17-15 | 113–105 |
| 10 de julio | 15:40 | Australia      | 0 : 3 | Francia        | 16-25 | 12-25 | 26-28 | -     | -     | 54–78   |
| 10 de julio | 19:10 | Brasil         | 3 : 0 | Japón          | 25-23 | 25-23 | 25-22 | -     | -     | 75–68   |

Grupo 6
- Sede:  Ergo Arena
- Todos los horarios corresponden a la hora de Gdansk, Polonia ( UTC+02:00 )

| Fecha       | Hora  | Equipo 1     | Sets  | Equipo 2     | Set 1 | Set 2 | Set 3 | Set 4 | Set 5 | Total   |
| ----------- | ----- | ------------ | ----- | ------------ | ----- | ----- | ----- | ----- | ----- | ------- |
| 5 de julio  | 17:00 | Bulgaria     | 0 : 3 | Italia       | 15-25 | 20-25 | 23-25 | -     | -     | 58–75   |
| 5 de julio  | 20:00 | Irán         | 3 : 2 | Polonia      | 21-25 | 25-23 | 25-22 | 25-27 | 15-7  | 111–104 |
| 6 de julio  | 17:00 | Países Bajos | 3 : 0 | China        | 29-27 | 25-12 | 25-13 | -     | -     | 79–52   |
| 6 de julio  | 20:00 | Eslovenia    | 3 : 0 | Serbia       | 25-15 | 25-19 | 25-23 | -     | -     | 75–57   |
| 7 de julio  | 24:00 | Italia       | 3 : 1 | Irán         | 25-16 | 25-27 | 25-23 | 25-23 | -     | 100–89  |
| 7 de julio  | 17:00 | Bulgaria     | 1 : 3 | Eslovenia    | 22-25 | 25-22 | 18-25 | 16-25 | -     | 81–97   |
| 7 de julio  | 20:00 | Polonia      | 3 : 0 | China        | 26-24 | 25-16 | 25-18 | -     | -     | 76–58   |
| 8 de julio  | 14:00 | Bulgaria     | 3 : 1 | Países Bajos | 22-25 | 25-16 | 25-21 | 25-21 | -     | 97–83   |
| 8 de julio  | 17:00 | Eslovenia    | 0 : 3 | Irán         | 24-26 | 14-25 | 21-25 | -     | -     | 59–76   |
| 8 de julio  | 20:00 | Italia       | 3 : 0 | Serbia       | 25-21 | 25-14 | 25-23 | -     | -     | 75–58   |
| 9 de julio  | 14:00 | China        | 3 : 1 | Bulgaria     | 26-28 | 25-23 | 25-23 | 25-17 | -     | 101–91  |
| 9 de julio  | 17:00 | Irán         | 3 : 0 | Serbia       | 35-33 | 25-21 | 25-12 | -     | -     | 85–66   |
| 9 de julio  | 20:00 | Polonia      | 3 : 0 | Países Bajos | 25-19 | 25-23 | 25-22 | -     | -     | 75–64   |
| 10 de julio | 14:00 | China        | 1 : 3 | Serbia       | 17-25 | 17-25 | 25-23 | 22-25 | -     | 81–98   |
| 10 de julio | 17:00 | Italia       | 3 : 0 | Países Bajos | 25-23 | 26-24 | 25-21 | -     | -     | 76–68   |
| 10 de julio | 20:00 | Polonia      | 3 : 1 | Eslovenia    | 25-14 | 25-23 | 23-25 | 25-17 | -     | 98–79   |

## Ronda final
- Del 20 al 24 de julio

- Sede:  Unipol Arena
- Todos los horarios corresponden a la hora de Bologna, Italia ( UTC+02:00 )

|  | Cuartos de final | Cuartos de final | Cuartos de final |                |         | Semifinales | Semifinales | Semifinales |        |               | Final         | Final         | Final       |  |
|  | 20 y 21 de julio | 20 y 21 de julio | 20 y 21 de julio |                |         | 23 de julio | 23 de julio | 23 de julio |        |               | 24 de julio   | 24 de julio   | 24 de julio |  |
|  |                  |                  |                  |                |         |             |             |             |        |               |               |               |             |  |
|  |                  |                  |                  |                |         |             |             |             |        |               |               |               |             |  |
|  | 1                | Italia           | 3                |                |         |             |             |             |        |               |               |               |             |  |
|  | 1                | Italia           | 3                |                |         |             |             |             |        |               |               |               |             |  |
|  | 8                | Países Bajos     | 1                |                |         |             |             |             |        |               |               |               |             |  |
|  | 8                | Países Bajos     | 1                |                | Italia  | Italia      | 0           |             |        |               |               |               |             |  |
|  |                  |                  |                  |                | Italia  | Italia      | 0           |             |        |               |               |               |             |  |
|  |                  |                  | Francia          | Francia        | 3       |             |             |             |        |               |               |               |             |  |
|  | 4                | Francia          | Francia          | Francia        | 3       | 3           |             |             |        |               |               |               |             |  |
|  | 4                | Francia          |                  |                |         |             |             |             |        |               |               |               |             |  |
|  | 5                | Japón            | 0                |                |         |             |             |             |        |               |               |               |             |  |
|  | 5                | Japón            | 0                |                |         |             |             |             |        | Francia       | Francia       | 3             |             |  |
|  |                  |                  |                  |                |         |             |             |             |        | Francia       | Francia       | 3             |             |  |
|  |                  |                  | Estados Unidos   | Estados Unidos | 2       |             |             |             |        |               |               |               |             |  |
|  | 2                | Polonia          | Estados Unidos   | Estados Unidos | 2       | 3           |             |             |        |               |               |               |             |  |
|  | 2                | Polonia          |                  |                |         |             |             |             |        |               |               |               |             |  |
|  | 7                | Irán             | 2                |                |         |             |             |             |        |               |               |               |             |  |
|  | 7                | Irán             | 2                |                | Polonia | Polonia     | 0           |             |        | Tercer puesto | Tercer puesto | Tercer puesto |             |  |
|  |                  |                  |                  |                | Polonia | Polonia     | 0           |             |        | Tercer puesto | Tercer puesto | Tercer puesto |             |  |
|  |                  |                  | Estados Unidos   | Estados Unidos | 3       |             |             |             |        |               |               |               |             |  |
|  | 3                | Estados Unidos   | Estados Unidos   | Estados Unidos | 3       | 3           |             |             | Italia | Italia        | 0             |               |             |  |
|  | 3                | Estados Unidos   |                  |                |         |             |             |             | Italia | Italia        | 0             |               |             |  |
|  | 6                | Brasil           | 1                |                |         |             |             |             |        |               | Polonia       | Polonia       | 3           |  |
|  | 6                | Brasil           | 1                |                |         |             |             |             |        |               | Polonia       | Polonia       | 3           |  |
|  |                  |                  |                  |                |         |             |             |             |        |               |               |               |             |  |

### Cuartos de final
| Fecha       | Hora  | Equipo 1       | Sets  | Equipo 2     | Set 1 | Set 2 | Set 3  | Set 4 | Set 5 | Total  |
| ----------- | ----- | -------------- | ----- | ------------ | ----- | ----- | ------ | ----- | ----- | ------ |
| 20 de julio | 18:00 | Estados Unidos | 3 : 1 | Brasil       | 20-25 | 25-22 | 25-23  | 25-17 |       | 95–87  |
| 20 de julio | 21:00 | Italia         | 3 : 1 | Países Bajos | 21-25 | 25-22 | 25-13  | 25-22 |       | 96–82  |
| 21 de julio | 18:00 | Francia        | 3 : 0 | Japón        | 26-24 | 25-16 | 25-20  |       |       | 76–60  |
| 21 de julio | 21:00 | Polonia        | 3 : 2 | Irán         | 25-21 | 24-26 | 25'-18 | 16-25 | 15-7  | 105–97 |

### Semifinales
| Fecha       | Hora  | Equipo 1 | Sets  | Equipo 2       | Set 1 | Set 2 | Set 3 | Set 4 | Set 5 | Total |
| ----------- | ----- | -------- | ----- | -------------- | ----- | ----- | ----- | ----- | ----- | ----- |
| 23 de julio | 18:00 | Polonia  | 0 : 3 | Estados Unidos | 22-25 | 23-25 | 13-25 |       |       | 58–75 |
| 23 de julio | 21:00 | Italia   | 0 : 3 | Francia        | 22-25 | 20-25 | 15-25 |       |       | 57–75 |

### Tercer lugar
| Fecha       | Hora  | Equipo 1 | Sets  | Equipo 2 | Set 1 | Set 2 | Set 3 | Set 4 | Set 5 | Total |
| ----------- | ----- | -------- | ----- | -------- | ----- | ----- | ----- | ----- | ----- | ----- |
| 24 de julio | 18:00 | Italia   | 0 : 3 | Polonia  | 16-25 | 23-25 | 20-25 |       |       | 59–75 |

### Final
| Fecha       | Hora  | Equipo 1 | Sets  | Equipo 2       | Set 1 | Set 2 | Set 3 | Set 4 | Set 5 | Total  |
| ----------- | ----- | -------- | ----- | -------------- | ----- | ----- | ----- | ----- | ----- | ------ |
| 24 de julio | 21:00 | Francia  | 3 : 2 | Estados Unidos | 25-16 | 25-19 | 15-25 | 21-25 | 15-10 | 101–95 |

## Posiciones finales
| Pos.              | Equipo         |
| ----------------- | -------------- |
| Medalla de oro    | Francia        |
| Medalla de plata  | Estados Unidos |
| Medalla de bronce | Polonia        |
| 4                 | Italia         |
| 5                 | Japón          |
| 6                 | Brasil         |
| 7                 | Irán           |
| 8                 | Países Bajos   |
| 9                 | Argentina      |
| 10                | Eslovenia      |
| 11                | Serbia         |
| 12                | Alemania       |
| 13                | China          |
| 14                | Bulgaria       |
| 15                | Canadá         |
| 16                | Australia VCC  |

| \| \| \| \| \| Campeón Francia[6] 1.er título \| Plantel: 1 Barthélémy Chinenyeze, 2 Jenia Grebennikov, 3 Raphaël Corre, 4 Jean Patry, 5 Jérémie Mouiel, 6 Benjamin Toniutti , 7 Kevin Tillie, 9 Earvin N'Gapeth, 11 Antoine Brizard, 12 Stéphen Boyer, 13 Luca Ramon, 14 Nicolas Le Goff, 15 Médéric Henry, 16 Daryl Bultor, 17 Trévor Clévenot, 19 Yacine Louati, 20 Benjamin Diez, 21 Théo Faure, 22 Pierre Derouillon, 23 Luka Basic, 24 Moussé Gueye, 25 Quentin Jouffroy, 26 François Rebeyrol, 27 Ibrahim Lawani, 28 Thomas Gill Entrenador: Andrea Giani |
| |
| |
| Campeón Francia 1.er título |

|                             |
|                             |
| Campeón Francia 1.er título |

## Distinciones individuales
| Categoría                 | Ganadora                        |
| ------------------------- | ------------------------------- |
| Jugador Más Valioso (MVP) | Earvin N'Gapeth                 |
| Mejor colocador / armador | Micah Christenson               |
| Mejor atacante opuesto    | Jean Patry                      |
| Mejor punta / receptor    | Trévor Clévenot Earvin N'Gapeth |
| Mejor central / medio     | Mateusz Bieniek David Smith     |
| Mejor líbero              | Jenia Grebennikov               |
| Mayor anotador            | Nimir Abdel-Aziz (247 pts)      |